# Hoditz (Adelsgeschlecht)

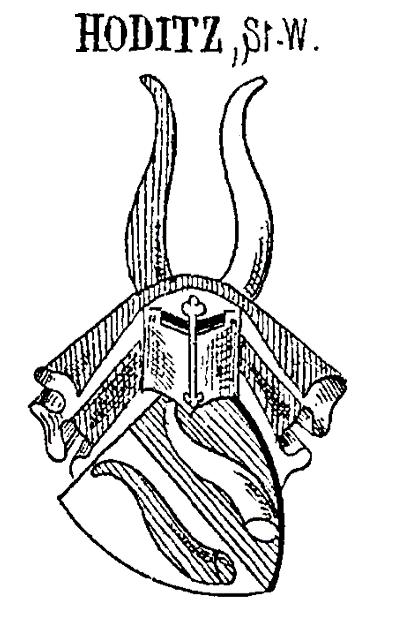
Stammwappen derer von Hoditz in Siebmachers Wappenbuch

Die Herren Hoditz tschechisch Hodičtí z Hodic gehörten zum Mährischen Uradel mit gleichnamigem Stammhaus bei Iglau. Im 17. Jahrhundert wurden sie böhmische Freiherren und Grafen.

## Geschichte
Nach Johann Sinapius entstammte das Geschlecht dem polnischen Geschlecht Rogala. Früher soll es Hoditzki von Hoditz genannt worden sein und im 14. Jahrhundert nach Mähren und Böhmen und später nach Schlesien gekommen sein. Schon 1303 besaß die Familie das Dorf Hoditz im Iglauer Kreis in Mähren. Die Hoditz erschienen am 30. März 1303 erstmals mit Jutka de Hodicz urkundlich. Die fortlaufende Stammreihe beginnt mit Maurus von Hoditz gen. von Ustrassin, der als Burggraf von Rosenstein zwischen 1368 und 1380 auftrat. Die Annahme des Namens Wolframitz begann 1556. Am 10. September 1603 wurden die Vettern Georg, Kaiserlicher Oberst der Kavallerie, Hinko, auf Damitz und Socherl, und Veit Hodiczký von Hodicz zu Prag in den Reichsfreiherrenstand erhoben. Der Oberist zu Fuß sowie Kaiserlich und Königlich polnische Kriegsrat und Landeskommissar in Mähren und Schlesien und Herr auf Hennersdorf Georg Maximilian von Hoditz wurde am 10. Juli 1641 zu Regensburg in den Grafenstand erhoben. Vom Bistum Olmütz wurde die Familie mit den Herrschaften Roßwald, Füllstein und Nieder-Paulowitz belehnt. Durch die Nachkommen des Herrn auf Rosswalde und Sohn des Grafen Georg Maximilian, dem Grafen Julius Leopold entstanden die Linien Hoditz-Rosswalde und Hoditz-Wolframitz. Die Linie Hoditz-Rosswalde endete 1778 mit dem Grafen Joseph Albrecht.
Die Linie Hoditz-Wolframitz erlosch im 19. Jahrhundert im Mannesstamm. Zuletzt adoptierte Mathilde von Hoditz und Wolframitz († 1932) die Kinder aus der Ehe ihrer Schwester Maria Christine († 1924), die mit dem österreichischen Beamten Julius Ritter von Polzer (1834–1912) verheiratet war. So entstand die Linie Hoditz-Polzer.

## Wappen

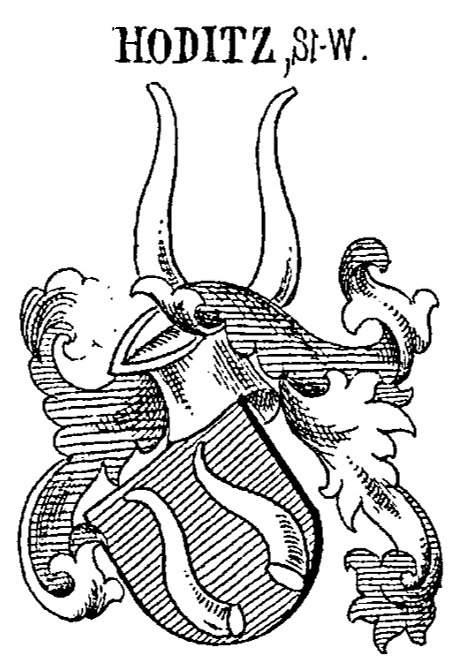
Alternatives Stammwappen derer von Hoditz
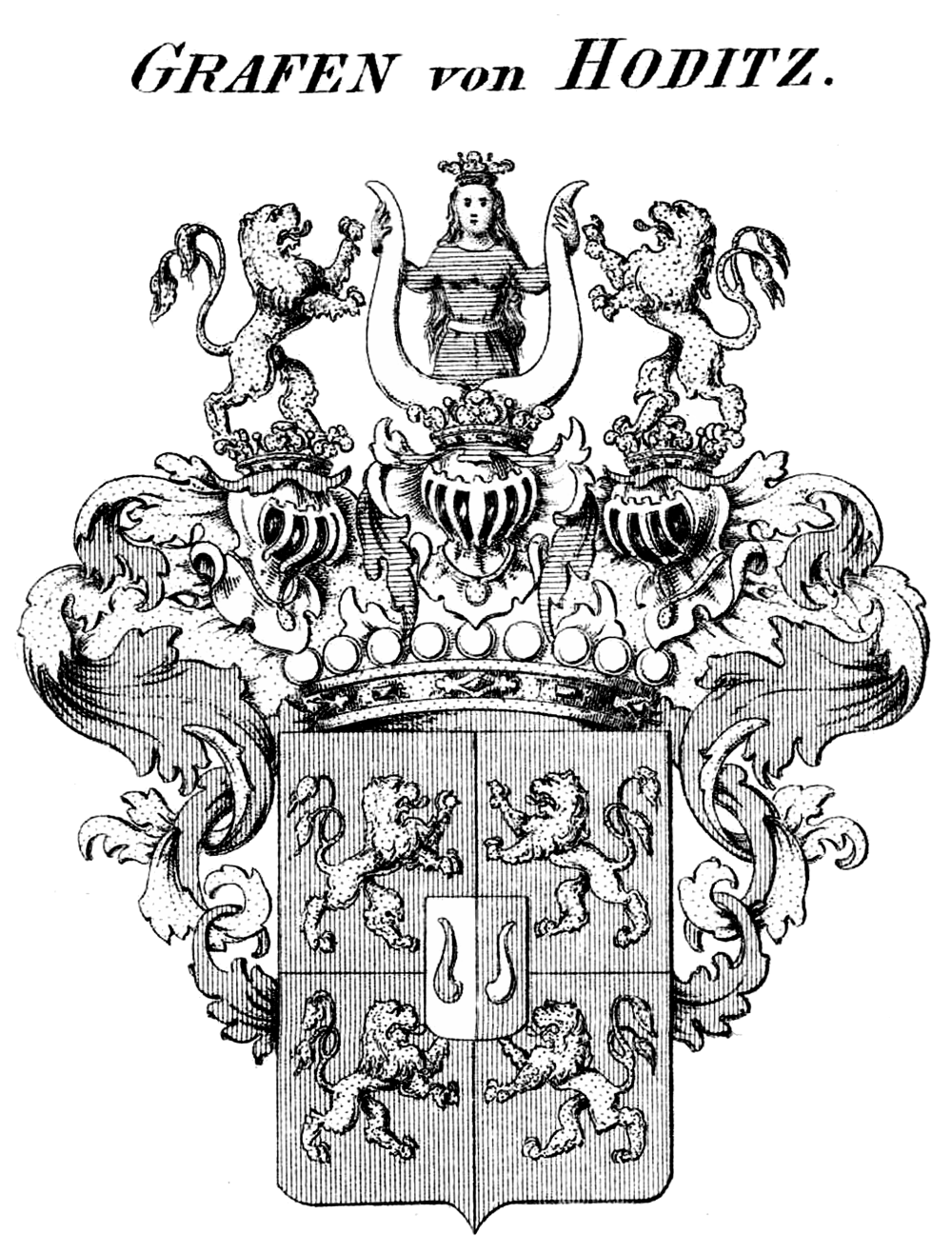
Wappen der Grafen von Hoditz bei Tyroff
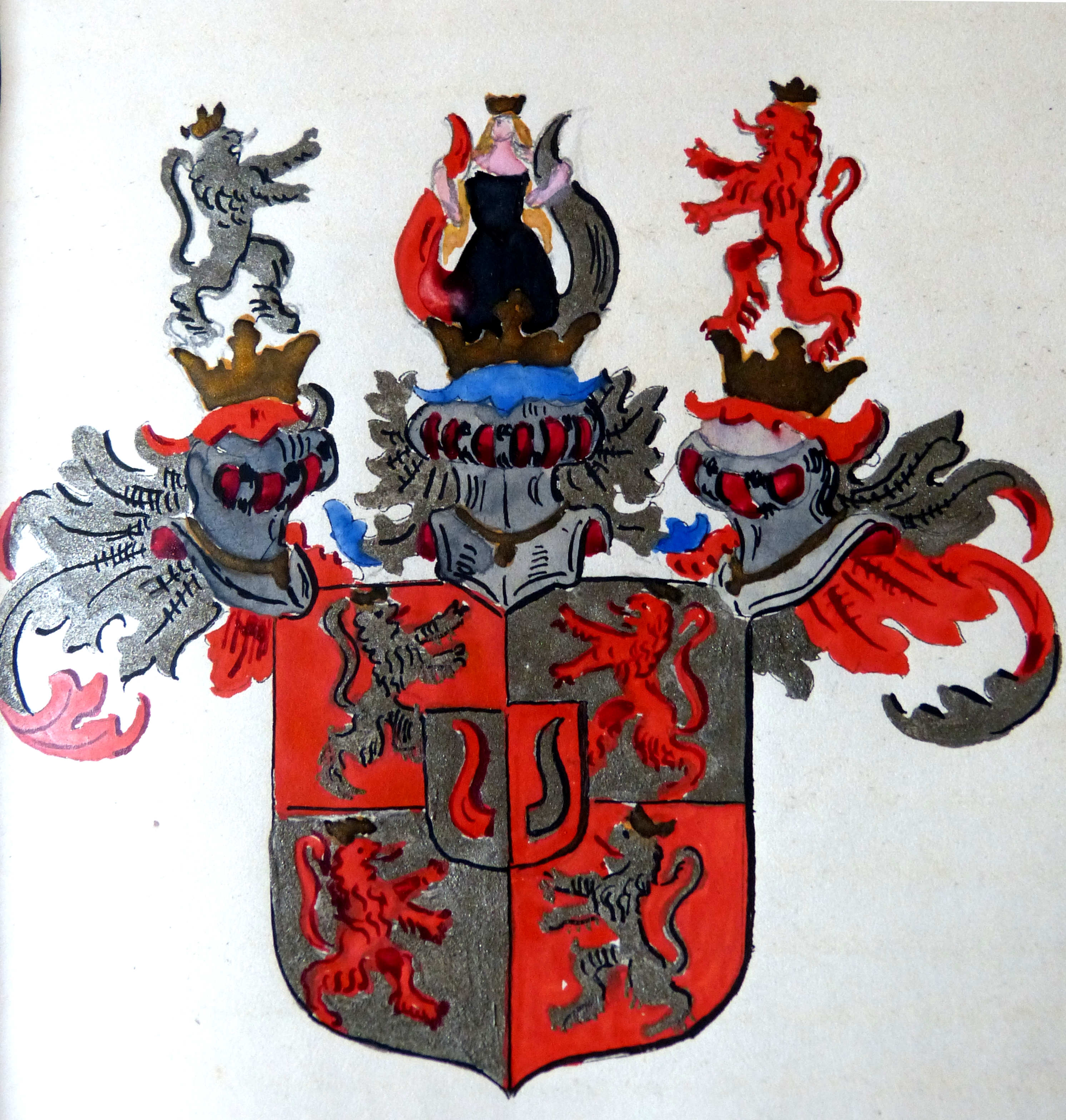
Wappen der Grafen von Hoditz-Wolframitz (1641)
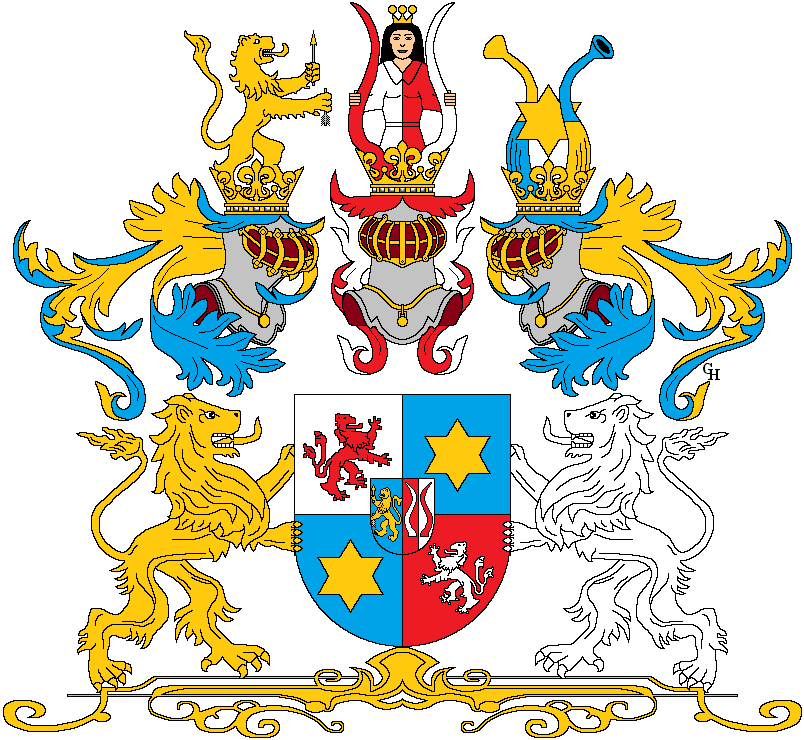
Wappen der Familie Polzer-Hoditz und Wolframitz (1917)
Wappen der polnischen Rogala

- Blasonierung des Stammwappens (Rogala): Von Rot und Silber gespalten. In jedem Feld ein Horn in gewechselter Farbe. Auf dem Helm mit rot-silbernen Helmdecken die Schildfigur.[2]
- Blasonierung des alternativen Stammwappens: In Blau zwei silberner Büffelhörner. Auf dem Helm mit blau-silbernen Decken die silbernen Büffelhörner.[2]
- Blasonierung des Grafenwappens von 1641: Ein quadriertes Schild mit Mittelschild, im blauen Mittelschild zwei neben einander gestellte silberne Büffelhörner. In jedem der vier roten Felder ist ein goldener doppelt geschweifter einwärts gestellter Löwe. Auf dem Schild erheben sich drei gekrönte Helme. Der rechte und linke Helm trägt einen Löwen, ganz wie in den Feldern des Schildes. Aus dem mittleren Helme aber wächst eine gekrönte blaugekleidete Jungfrau mit fliegendem Haar und silbernem Gürtel zwischen zwei silbernen Büffelhörnern, auf welche mit jeder Hand eines dieser Hörner hält. Die Decken des rechten und linken Helmes sind roh und golden, die des mittleren blau und silbern.

Einige ältere und namentlich neuere Abbildungen und Beschreibungen weichen vielfach von diesen Angaben ab. Zum Teil findet sich nur ein blauer Schild, in welchem zwei silberne Hirschgeweihe jedes von fünf Enden neben einander gestellt sind. Den Schild deckt die Grafenkrone auf, welcher sich ein gekrönter Helm erhebt, auf welchem die Hirschgeweihe des Schildes stehen. Die Helmdecken sind blau und golden. Nach den Angaben des Genealogischen Taschenbuchs der gräflichen Häuser ist der Schild quadriert mit Mittelschild. Der Mittelschild ist der Länge nach von Silber und Roth geteilt und in der silbernen Hälfte steht ein rotes, in der roten Hälfte ein silbernes Büffelhorn. In Feld 1 und Feld 3 in Rot ein silberner in Feld 2 und Feld 4 in Silber ein roter Löwe, sämtliche Löwen sind einwärts gekehrt.

## Angehörige
- Wenzel von Hoditz
- Georg Maximilian von Hoditz (1601–1666), Obrist im 30-jährigen Krieg[3]
- Albert Joseph von Hoditz (1706–1776), Gutsbesitzer
- Isidor von Hoditz (1713–1764), preußischer Oberst
- Franz Vincenz Ferrerius von Hoditz (1744–1798), Feldmarschall-Lieutenant
- Johann Nepomuk von Hoditz (1813–1888), k. k. Generalmajor[4]
- Arthur Polzer-Hoditz (1870–1945), Kanzleidirektor des Herrenhauses
- Ludwig Polzer-Hoditz (1869–1945), österreichischer Offizier, Gutsbesitzer, Anthroposoph und Publizist